# Землянуха (село)
Землянуха — упразднённое село в Хабарском районе Алтайского края России. Располагалось на территории современного Новоильинского сельсовета. Упразднено в 1975 г.

## География
Располагалось в 6,5 км к юго-западу от села Новоильинка у озера Подувальное.

## История
Основано в 1756 году.
Переселенцы прибывали из центральной России и ее окраин (Курская область, Украина и др.). В деревне кроме дворов имелась каталажка для тех, кого задерживали временно. На деньги прихожан построили церковь, при ней была школа (четыре класса).
В деревне открылись два купеческих магазина, ими владел Малышев Петр. В селе находились
- 3 водяных
- 6 ветряных мельниц
- кустарный маслозовод, продукцию которого вывозили в Камень-на-Оби и Павлодар (доверенный Усольцев Дмитрий Иванович).

Была хорошая ямская квартира, за ее обслуживание отвечал Усольцев Д. И. (бывший прапорщик царской армии). За ямщиков отвечал Лавриенко Моисей Никитич. Самым богатыми жителями села были Шипулин С. и его сыновья, они держали более 100 лошадей. Стадо пасли наемные киргизы. Также в селе имелись два моста. Местных жителей называли чалдоны.
В 1928 г. село Землянушинское состояло из 248 хозяйств. Центр Землянушинского сельсовета Хабарского района Славгородского округа Сибирского края.

## Население
В 1926 г. в селе проживало 1110 человек (534 мужчины и 576 женщин), основное население — русские.